# Bioetică
Bioetica a devenit o disciplină a eticii aplicate începând cu anii ’70, când practicile medicale au început să se intereseze de o abordare morală a problemelor specifice domeniului medical. Astfel a devenit imperioasă cerință a avea o metodă prin care să se găsească soluții la problemele morale, sau metode prin care să se poată evalua alegerile morale ale personalului din domeniul medical.
Constantin Maximilian, genetician și unul din pionierii relansării bioeticii în România, în formula sa modernă, îi dădea bioeticii următoarea definiție concisă: bioetica este un punct de întâlnire al tuturor celor care urmăresc destinul uman supus presiunilor știintei.  Arhivat în 28 septembrie 2007, la Wayback Machine.
Una din metodele de abordarea a problemelor de bioetică este principiismul.

## Principiismul
Principiiștii plecă de la premisa că principiile sunt centrul vieții morale, că toate deciziile noastre din domeniul moral ar trebui făcute pe baza acestor principii.
Această procedura de decizie a devenit cunoscută în domeniul bioeticii datorită lucrării lui Tom Beauchamp și James Childress, “Principles of Biomedical Ethics” .
Cei doi autori propun o teorie orientată spre principii care abandonează marile teorii etice tradiționale, oferind o listă de verficare, o listă de criterii în funcție de care să judecam situțiile din bioetică.
Abordarea principiista se bazeză pe mai multe premise.

## Principiile ca listă de evaluare
Cadrul metodologic pentru identificarea și rezolvarea problemelor morale e format din principii, reguli, norme, dar și drepturi, virtuți. Cele mai importante principii sunt: 
- principiul respectului autonomiei( respectarea capacitații persoanei de a alege)
- principiul binefacerii(grija pentru binele persoanei în cauză)
- principiul nefacerii răului(evitarea cauzării raului)
- principiul dreptații(se referă la distribuția beneficiilor dar și costurilor în mod echitabil)

Cele patru principii au și reguli particulare sau specificări  pentru a ne ghida în situațiile particulare. Atunci când ele intră în conflict trebuie cântarite reciproc.

## Caracterul relativ al princiiplor morale
Nici un principiu nu este absolut , există excepții pentru fiecare dintre ele; nici un principiu nu este prima facie. În situațiile morale dificile, când principiile se află în conflict, decizia trebuie cântarită în raport cu judecățile chibzuite apartinând unui context sau altul, printr-un “model de justificare”de tipul “echilibrului reflectat în sens larg”.

## Moralitatea comună
Cele patru principii sunt întemeiate pe moralitatea comună; termenul desemnează ansamblul normelor, reguluilor încetațenite de-a lungul timpului între toate persoanele “serioase moral”.
Beauchamp si Childress admit că există reguli specifice pentru fiecare comunitate culturală dar există în același timp precepte universale, fundamentale, recunoscute de orice persoană serioasa moral(cum ar fi să nu furăm, sa nu mințim, să nu ucidem). Este vorba de standarde de conduită recunoscute de toata lumea.